# 安哥拉—塞爾維亞關係
安哥拉—塞爾維亞關係是指安哥拉和塞尔维亚之間的雙邊關係，安哥拉自1975年獨立後，便與南斯拉夫社會主義聯邦共和國建立外交關係，在南斯拉夫解体後，塞尔维亚继承了與安哥拉的外交关系。

## 歷史
在安哥拉內戰期間，南斯拉夫大力援助安哥拉人民解放運動，提供軍事物資、財政支援，其中便包括榴弹枪发射设备、杀伤性地雷、防空炮等，南斯拉夫还有一家企业协助安国建造了该国南部的盧班戈機場，並在貝爾格勒為安哥拉學生提供教育和外交訓練。儘管蘇聯在1970年代中期對安人運的支持起伏不定，南斯拉夫卻始終堅定地援助其抗爭。:170-171雙方的緊密關係與合作在南斯拉夫解體後仍持續進行，安哥拉亦在科索沃問題上表達對塞爾維亞的堅定支持，不承认科索沃的独立。
2019年9月，安哥拉內政部長歐熱尼奥·拉博里尼奥（Eugénio Laborinho）率團訪問塞爾維亞，受到塞爾維亞總統亞歷山大·武契奇接見，雙方重申將進一步加強雙邊合作關係。
2024年6月，安哥拉外交部長特特·安東尼奧（Tete Antonio）訪問貝爾格勒，與塞爾維亞政府簽署學歷互認協議，並商討簽署投資保障協議與避免雙重課稅協議，以促進兩國企業投資與經濟合作。

## 常駐外交使團
- 安哥拉在貝爾格勒設有大使館。[6][7]
- 塞爾維亞在魯安達設有大使館[8]。

## 外部連結
- Serbian Ministry of Foreign Affairs about relations with Angola
- Serbian Ministry of Foreign Affairs: direction of the Serbian embassy in Alvalade
- Angola Embassy in Serbia official website
- Serbian Ministry of Foreign Affairs: direction of the Angola embassy in Belgrade